# Caparáceas
As caparáceas (Capparaceae) é uma família botânica da ordem Brassicales. A alcaparra (Capparis sativa) pertence a essa família.
Trata-se de árvores, arbustos, lianas e por vezes plantas herbáceas, muitas vezes adaptadas a zonas áridas, das regiões temperadas a tropicais.
Como actualmente circunscrita, a família contém 33 géneros e cerca de 700 espécies. O género maior é Capparis (cerca de 150 espécies), Maerua (cerca de 100 espécies), Boscia (37 espécies) e Cadaba (30 espécies).
Capparaceae tem sido considerada há longo tempo relacionada com e muitas vezes incluída na família Brassicaceae (APG, 1998), em parte porque ambos os grupos produzem glucosinolatos. Estudos moleculares subsequentes (Hall et al., 2002, 2008) apoiam Capparaceae s.s. como parafilético em relação a Brassicaceae. No entanto, Cleome e outros géneros relacionados estão mais próximos dos membros da família Brassicaceae do que a membros da família Capparaceae. Estes géneros são actualmente colocados na família Brassicaceae (como subfamília Clemoideae) ou segregados em Cleomaceae. Ainda outros géneros da tradicional família Capparaceae estão mais relacionados com outros membros da família Brassicales, e as relações de outros géneros ainda se mantêm como não resolvidos (Hall et al. 2004). Com base em características morfológicas, com suporte em estudos moleculares, as espécies americanas tradicionalmente identificadas como Capparis foram transferidas para nomes genéricos ressurgidos. Alguns novos géneros têm sido recentemente descritos. (Cornejo & Iltis 2006, 2008a-e; Iltis & Cornejo, 2007; Hall, 2008).
O sistema APG II não aceita esta família e incluí os membros na família Brassicaceae.
Depois de estudos moleculares, o Angiosperm Phylogeny Website aceita esta família (assim como a família Cleomaceae) situando-a na ordem Brassicales.
O sistema APG III confirma a escolha em aceitar esta família.

## Géneros
| - Anisocapparis Cornejo & H.H.Iltis - Apophyllum F.Muell. - Bachmannia Pax - Belencita H.Karst. - Borthwickia W.W.Sm. - Boscia Lam. - Buchholzia Engl. - Cadaba Forssk. - Calanthea (DC.) Miers - Capparicordis Iltis & Cornejo - Capparidastrum (DC.) Hutch. | - Capparis L. - Cladostemon A.Braun & Vatke - Colicodendron Mart. - Crateva L. - Cynophalla J.Presl - Dhofaria A.G.Mill. - Dipterygium Decne. - Euadenia Oliv. - Hispaniolanthus Cornejo & H.H.Iltis - Hypselandra Pax & K.Hoffm. - Maerua Forssk. | - Mesocapparis (Eichl.) Cornejo & H.H.Iltis - Monilicarpa Cornejo & H.H.Iltis - Morisonia L. - Neocalyptrocalyx Hutch. - Neothorelia Gagnep. - Poilanedora Gagnep. - Puccionia Chiov. - Quadrella J.Presl - Ritchiea R.Br. ex G.Don - Sarcotoxicum Cornejo & H.H.Iltis - Steriphoma Spreng. - Thilachium Lour. |

### Géneros excluídos
- Cleome L. → Cleomaceae
- Cleomella DC. → Cleomaceae
- Dactylaena Schrad. ex Schult.f. → Cleomaceae
- Forchhammeria Liebm. → Stixaceae
- Haptocarpum Ule → Cleomaceae
- Koeberlinia Zucc. → Koeberliniaceae
- Oxystylis Torr. & Frem. → Cleomaceae
- Pentadiplandra Baill. → Pentadiplandraceae
- Podandrogyne Ducke → Cleomaceae
- Polanisia Raf. → Cleomaceae
- Setchellanthus Brandegee → Setchellanthaceae
- Stixis Lour. → Stixaceae
- Tirania Pierre → Stixaceae
- Wislizenia Engelm. → Cleomaceae[4]

Géneros adicionais a serem excluídos de Capparaceae, de acordo com Kers em Kubitzki
1. Géneros que podem ser de Caparales mas que não encaixam em Capparaceae
- Neothorelia Gagnep.

2. Géneros que são insuficientemente conhecidos mas cujas descições indicam que não podem pertencer a Capparaceae
- Borthwickia W.W.Sm. → Borthwickiaceae [5]
- Keithia Spreng.
- Poilanedora Gagnep.

3. Géneros não tratados em Kubitzki, mas normalmente considerados em Capparaceae
- Buhsia Bunge
- Niebuhria DC.